# 斯科特·皮爾西
斯科特·皮爾西（英語：Scott Piercy；1978年11月6日—）是一位美國高爾夫球運動員。他出生在內華達州拉斯維加斯。他迄今贏得過三次PGA巡迴賽冠軍。